# BanG Dream! It's MyGO!!!!!
BanG Dream! It's MyGO!!!!! es una serie de televisión de anime japonesa creada por Bushiroad y producida por Sanzigen. Es un spin-off de la serie principal BanG Dream!, que sirve como su secuela cronológica. La serie se emitió de junio a septiembre de 2023. En septiembre y noviembre de 2024 se lanzaron dos películas recopilatorias que recapitulaban los eventos de la serie con algunas escenas adicionales. Una adaptación al manga escrita e ilustrada por Yuama con historia de Yotsuji Haibuchi, titulada BanG Dream! It's MyGO!!!!! Swaying in the Rain, Looking for the Sunshine, comenzó a serializarse en la revista Comic Growl de Bushiroad en diciembre de 2024. 
La serie recibió críticas generalmente positivas. Tanto la crítica como los fans elogiaron a It's MyGO!!!!! por su trama, diseño de roles, visuales y la representación de las relaciones interpersonales y los trastornos del estado de ánimo. Una secuela centrada en los personajes de la banda Ave Mujica, BanG Dream! Ave Mujica, se emitió en enero a marzo de 2025, mientras que tras el último episodio de Ave Mujica se anunció una secuela de It's MyGO!!!!! y Ave Mujica.

## Sinopsis
La serie sigue la formación de la banda titular MyGO!!!!!, una de las dos bandas junto a Ave Mujica que se fundaron tras la separación de la banda CRYCHIC. La estudiante de la Academia de Chicas Haneoka Tomori Takamatsu es abordada por Anon Chihaya, quien recientemente fue transferida y tiene como objetivo reclutarla para formar una banda al ver que la mayoría de la escuela está en bandas. Tomori duda en aceptar su invitación mientras Anon se entera y se involucra en el drama de la antigua banda de Tomori junto con las compañeras de banda de Tomori Soyo Nagasaki y Taki Shiina y la forastera Rāna Kaname que amenaza el crecimiento de su incipiente banda.

## Personajes

### MyGO!!!!!
Tomori Takamatsu (高松燈 Takamatsu Tomori?)
 Seiyū: Hina Yomiya
Tomori es la vocalista de la banda. Tomori, estudiante de primer año en la escuela secundaria femenina Haneoka, ha luchado durante mucho tiempo para hacer amigos debido al hecho de que siente que no pertenece a ninguna parte. Tiene una personalidad incómoda, conocida infamemente como "La chica rara de Haneoka" por esta razón, ya que le gusta coleccionar todo tipo de cosas, como tiritas, cosas resbaladizas, cosas del tamaño justo e incluso piedras y hojas caídas. que ella recoge del suelo. Es miembro del club de astronomía de Haneoka.
Tomori solía cantar con CRYCHIC después de recibir una invitación de Sakiko Togawa durante la escuela secundaria. Sin embargo, después de un solo evento en vivo, la banda se separó y este evento traumatizó a Tomori, quien constantemente se culpa a sí misma por el colapso de la banda. No es hasta la llegada de Anon que ella comienza a abrirse y comienza a demostrar sus habilidades vocales, aunque se mantiene distante.
Anon Chihaya (千早愛音 Chihaya Anon?)
 Seiyū: Rin Tateishi
Anon es la guitarrista rítmica de la banda. Estudiante de primer año en la escuela secundaria femenina Haneoka, era popular en su escuela secundaria y solía estudiar en Inglaterra, sólo para terminar obteniendo malos resultados y, como resultado, regresó a Japón. Es una chica sociable y ha podido ganarse el respeto de las personas que la rodean; A pesar de su popularidad, Anon ha luchado por hacerse amiga de ellos.
Rāna Kaname (要楽奈 Kaname Rāna?)
 Seiyū: Hina Aoki
Rāna es la guitarrista principal de la banda. Ella, que cursa el tercer año en la escuela secundaria femenina Hanasakigawa, es una guitarrista muy talentosa que también tiene una personalidad muy franca, ya que siempre dice lo que le gusta y lo que no le gusta. Es algo glotona y le encantan los dulces, especialmente los parfaits, pero tampoco le gustan las comidas calientes porque tiene una lengua sensible. Tiene un trasfondo bastante misterioso y Taki se ha referido a ella como una "gata callejera" debido a su naturaleza caprichosa, apareciendo en RiNG para tocar en micrófonos abiertos o practicar con la banda antes de irse abruptamente sin explicación.
Soyo Nagasaki (長崎そよ Nagasaki Soyo?)
 Seiyū: Mika Kohinata
Soyo es la bajista de la banda. Ella es de primer año en la Academia de Niñas Tsukinomori y está a cargo del contrabajo en la banda de música de su escuela. Tiene una personalidad tranquila y afectuosa, lo que la hace confiable para muchas compañeras en su escuela, elevándola así al estatus de hermana mayor para algunos.
Taki Shina (椎名 立希 Shiina Taki?)
 Seiyū: Coco Hayashi
Taki es la baterista de la banda. Taki, estudiante de primer año de la escuela secundaria femenina Hanasakigawa, tiene una personalidad descarada y algo dura, lo que resulta en sus dificultades para hacer amigos. Este comportamiento y apariencia, en última instancia, siguen a Taki cuando trabaja en RiNG como junior de Sāya, lo que también le impide tener un buen servicio al cliente. Es la menor de una familia de cinco hermanas y, según Soyo, una de sus hermanas mayores, que asiste a Tsukinomori, solía ser la presidenta de la banda de música y miembro de la orquesta local que frecuentemente participaba y ganaba concursos.

### Personajes secundarios
Sakiko Togawa (豊川 祥子 Togawa Sakiko?) / Oblivionis (オブリビオニス Oburibionisu?)
 Seiyū: Kanon Takao
Sakiko, también conocida como Oblivionis en honor al mar lunar Lacus Oblivionis, es la teclista y líder de la banda. Ella lleva es quien inició la fundación de Ave Mujica. Un primer año en la escuela secundaria de niñas Haneoka, tiene una personalidad muy dura, que se deriva de su familia difícil que solía ser rica antes de quebrar, en parte debido a su padre borracho. Por un lado, ella es fanática de Morfonica.
Mutsumi Wakaba (若葉 睦 Wakaba Mutsumi?) / Mortis (モーティス Mōtisu?)
 Seiyū: Yuzuki Watase
Mutsumi, también conocida como Mortis en honor a la lava lunar Lacus Mortis, es la guitarrista de la banda. Ella es de primer año en la Academia de Niñas Tsukinomori y tiene una personalidad tranquila, estoica y taciturna. Su padre es un famoso comediante llamado Wakaba y su madre es Mori Minami, una actriz.
Uika Misumi (八幡 海鈴 Yahata Umiri?) / Doloris (ドロリス Dororisu?)
 Seiyū: Rico Sasaki
Uika, también conocida como Doloris en honor al mar lunar Lacus Doloris, es la guitarrista y vocalista de la banda así como del dúo Sumimi. Ella es estudiante de primer año en la escuela secundaria femenina Hanasakigawa, compañera de clase de Taki y Umiri y amiga de la infancia de Sakiko, tiene una personalidad brillante y le encanta contemplar las estrellas. Ella es una de las dos integrantes principales de Sumimi, la otra es Mana Sumida, y ganó popularidad antes del inicio del evento.
Umiri Yahata (八幡 海鈴 Yahata Umiri?) / Timoris (ティモリス Timorisu?)
 Seiyū: Mei Okada
Umiri, también conocida como Timoris en honor al mar lunar Lacus Timoris, es la bajista de la banda. De primer año en la escuela secundaria de niñas Hanasakigawa y siendo compañera de clase de Taki y Uika, es una persona muy sencilla a pesar de su apariencia estoica, aunque puede demostrar su humor seco, además de comprar bocadillos o bebidas para Taki.
Nyamu Yūtenji (祐天寺 にゃむ Yūtenji Nyamu?) / Amoris (アモーリス Amōrisu?)
 Seiyū: Akane Yonezawa
Nyamu, también conocida como Amoris en honor a Sinus Amoris, es la baterista de la banda. Ella es una influencer de belleza prometedora que se conoce con el nombre de Nyamuchi. Publica principalmente videos sobre maquillaje en su canal, pero también le gusta desafiarse a sí misma y hacer otros tipos de videos, como se muestra cómo incluso trajo una batería y comenzó a tocar la batería como una forma de obtener más vistas. Ella es el último miembro de Ave Mujica al que Sakiko se acerca.
Mana Sumida (純田 まな Sumida Mana?)
 Seiyū: Hazuki Tanda
Mana es la vocalista de dúo Sumimi junto con Uika Misumi.

## Producción
En una entrevista con el novelista Ayano Takeda, creador de la serie Hibike! Euphonium, la escritora principal Yuniko Ayana dijo que la decisión de hacer de It's MyGO!!!!! un drama más serio en cuanto al tono se produjo a petición del productor de Bushiroad, Yuki Nemoto. Dado el tono más ligero de las entregas anteriores de BanG Dream!, Ayana inicialmente tuvo problemas para equilibrar esta dirección con el deseo de no alienar a los fanáticos de las entregas anteriores, pero el director de la serie, Koudai Kakimoto, le dijo que se comprometiera por completo con el tono más pesado. Ayana se basó en sus experiencias personales pasadas con "la traición y la desconfianza", que proporcionaron el impulso para el conflicto emocional de Tomori dentro de la narrativa de la serie. Ayana declaró que sentía que MyGO era el trabajo más realista que había escrito hasta ahora, incluso incluyendo sus trabajos fuera de la franquicia BanG Dream!.

## Temas
A diferencia de la serie principal de BanG Dream!, It's MyGO!!!!! se centra en el drama orgánico y los conflictos interpersonales. Según Anime Feminist, la serie aborda temas como la depresión, la ansiedad, la timidez, el asocialismo, el acoso, el maltrato parental, las consecuencias del divorcio y la sensación de aislamiento por microagresiones. Masaki Endō de Oricon News, señaló que el anime se distingue entre los animes de temática de bandas al representar la angustia de la falta de entusiasmo y la frustración juvenil a través de emociones delicadas, presentando relaciones tensas similares a las del mundo real. Considera que este enfoque refleja las tendencias recientes, donde obras centradas en protagonistas con dificultades de comunicación como Komi-san wa, Komyushō desu. y Bocchi the Rock!, han ganado aceptación entre el público.
Yuki Kawano, de la revista online japonesa DenFaminicoGamer, interpretó al personaje Anon Chihaya como una metáfora de la gente moderna. Lo describió como "alegre en apariencia, pero solo preocupada por sí misma y reticente al esfuerzo". Además, consideró que la serie tiene un estilo oscuro y profundo, que representa las complejidades de las relaciones humanas y el dolor de los personajes con "más realismo que la realidad", similar a los dramas diurnos japoneses y coreanos. Leyvan, otro crítico de DenFaminicoGamer, destacó la "eficacia de las relaciones humanas, casi como un libro de texto", que se muestra en It's MyGO!!!!!. Una obra que "refleja la época", afirmó que la representación de "bandas" y "cicatrices" en la serie puede interpretarse de innumerables maneras según el espectador, al proyectar sus propias experiencias vitales o circunstancias actuales sobre estos elementos. Sugirió que el desarrollo de las redes sociales y otras tecnologías en la década de 2010, sumado a la pandemia de COVID-19, ha provocado que las generaciones más jóvenes no cultiven la comunicación interpersonal ni las habilidades sociales durante la adolescencia, y que It's MyGO!!!!! refleja estas ansiedades y refleja la época. Además, afirmó que la representación que la serie hace del trauma emocional compartido puede interpretarse de innumerables maneras según el espectador, al proyectar sus propias experiencias vitales o circunstancias actuales sobre estos elementos.

## Media

### Anime
El 9 de abril de 2023 se anunció una serie de televisión de anime centrada en MyGO!!!!! que sirve como spin-off y secuela cronológica de la serie principal. Está producida por Sanzigen y dirigida por Kōdai Kakimoto, con Yuniko Ayana escribiendo y supervisando los guiones de la serie. Se estrenó el 29 de junio de 2023, con tres episodios que se estrenaron el mismo día, y se emitió hasta el 14 de septiembre de 2023 en Tokyo MX y otras cadenas. El tema de apertura es "One Droplet", mientras que el tema final es "Bookmark", ambos interpretados por la banda homónima. Crunchyroll obtuvo la licencia de la serie en América del Norte, América Central, América del Sur, Europa, África, Oceanía, Oriente Medio, CEI e India. Muse Communication obtuvo la licencia de la serie en el Sudeste Asiático.
El 6 de enero de 2024, se anunció que el anime se convertiría en una película recopilatoria dividida en dos partes con nuevas imágenes, revelando que las dos partes se titularían Spring Sunshine, Lost Cat" y "Sing, Songs That Become Us & FILM LIVE". Las dos partes de la película recopilatoria se estrenaron en los cines japoneses el 27 de septiembre y el 8 de noviembre, respectivamente.
Tras la emisión del decimotercer y último episodio del anime, se anunció una secuela directa de It's MyGO!!!!!, titulada BanG Dream! Ave Mujica, el 14 de septiembre de 2023, y se emitió el 2 de enero a 27 de marzo de 2025.
Se anunció una secuela de It's MyGO!!!!! y Ave Mujica luego del lanzamiento del decimotercer y último episodio de Ave Mujica el 27 de marzo de 2025.

### Manga
Una adaptación al manga escrita e ilustrada por Yuama con una historia de Yotsuji Haibuchi que vuelve a contar la historia desde la perspectiva de Soyo, titulada BanG Dream! It's MyGO!!!!! Swaying in the Rain, Looking for the Sunshine, se anunció el 21 de octubre de 2024.

## Recepción
La serie recibió críticas generalmente positivas de los críticos, aunque la opinión fue mixta sobre la decisión de estrenar los primeros tres episodios a la vez. En la Anime Preview Guide en Anime News Network, el crítico Christopher Farris describió la introducción como "impresionantemente melancólica" y metódica, y describió a Tomori como el "roba-show" en comparación con Anon. También elogió el estilo de animación, las expresiones de Anon y Tomori, y por no ser algo como Love Live! u otro anime de BanG Dream!. En contraste, Richard Eisenbeis expresó su frustración por el primer episodio debido a la confusión sobre la historia, a pesar de involucrarse en los personajes, al tiempo que dijo que el anime "puede valer la pena verlo". Nicholas Dupree declaró que aunque el primer episodio despertó su interés, esa música tenía poca presencia en la apertura y no estaba enamorado de las imágenes. Rebecca Silverman expresó su disgusto por la voz de Anon, le gustó cómo la serie se centró en Tomori, pero no estaba seguro sobre las imágenes del programa. James Beckett dijo que el estreno sufre de "un caso grave de amargura severa", pero dijo que el estreno no es desastroso debido a la animación 3D expresiva y dinámica, aunque le resultó aburrido verlo en comparación con otros animes de idols. La serie ganaría un premio en los Reddit Anime Awards de 2023 en el subreddit r/anime por el premio "Anime del año", otorgado por el jurado de premios.
Antes del lanzamiento de la serie, Farris dijo que el anime tiene "su propio giro interesante" con un debut antes de que se los vea en un "juego móvil u otro medio" y se preguntó sobre sus puntos de encanto, trucos, cómo encajan en el universo más amplio de BanG Dream!, y otras preguntas. La serie sería elegida por Farris como la mejor serie de anime para el verano de 2023, elogiando la escritura de personajes como Soyo y Anon, diciendo que al ver la serie, pudo tener una "interacción revitalizada con la serie en general" que lo hizo "enamorarse de It's MyGO!!!!!, así como de BanG Dream! en sí, de nuevo" y dijo que estaba "esperando ansiosamente" la secuela del anime. Farris elegiría más tarde la serie como uno de sus animes favoritos del año, señalando que la serie dio lugar a "una montaña de fan art desquiciado", que Yuniko, como escritora, tuvo una visión en la serie de "chicas siendo completamente salvajes sobre sus sentimientos hacia los demás" y notó la complejidad de personajes como Soyo, Anon y Tomori, en comparación con Shōjo Kageki Revue Starlight, y dijo que la serie lo encerró en "un estrangulamiento emocional" a diferencia de cualquier otra serie, llamándola una "vergüenza de riquezas". También argumentó que la canción "HekitenBansou", cantada por Tomori, fue una de las mejores canciones de anime de 2023, llamándola "un grito desde el corazón de ella y de la historia misma" y la única canción "que dejó el zumbido más impactante" en sus oídos.
En una reseña de toda la serie para ANN, Farris dijo que It's MyGO!!!!! se distingue de otras series del proyecto BanG Dream!, al mismo tiempo que se diferencia de K-On! y Bocchi the Rock!, gracias a la escritora Yuniko Ayana y al director Kōdai Kakimoto, con un tono diferente, al tiempo que explora o subvierte conceptos de la primera temporada de BanG Dream!, y se convierte, en sus palabras, en "el anime más tremendamente ambicioso de la serie de BanG Dream!". Argumentó que esto es posible siguiendo a los personajes, luego aprendiendo sus motivos y naturalezas, especialmente para personajes como Anon, Tomori, Soyo, Saki, Rāna y otros, con todas ellas como "chicas perdidas", y elogió las imágenes de la serie, pero señaló que la serie se siente incompleta al final, con una "conclusión incómodamente abrupta" y señaló que algunas escenas pueden "verse demasiado descoloridas o demasiado oscuras".
Nick Creamer escribió en el blog de Crunchyroll que, si bien puede ser difícil para algunos fanáticos encontrar la serie, se diferencia de la comedia dramática de Love Live!, que se convirtió en una de las "producciones más queridas" de 2023, y predijo que sería querida en 2025, destacando la mezcla de la serie de "drama personal tortuoso, arcos de personajes ricos y... actuaciones musicales conmovedoras". También argumentó que la escritora de la serie, Yuniko Ayana, proporciona la columna vertebral y la personalidad de la serie, construyendo una "rica red de complejos emocionales y conexiones personales" mientras presta atención a la actuación de los personajes y al encuadre visual, participando en un drama psicológico melodramático que la convierte en una serie destacada dentro "del ecosistema del drama musical".
Yota Tokuda de Real Sound, destacó que la trama de It's MyGO!!!!! iba a contracorriente de los anteriores animes de idols. Señaló que la representación del fracaso y la separación de los miembros de la banda, tras una exitosa presentación en vivo en el episodio 7, encarna el espíritu rockero que rompe con las normas establecidas del anime musical. También elogió la actuación en el episodio 10, sugiriendo que "parecen estar intentando resistir creando un nuevo tipo de circularidad, rompiendo el ciclo trágico". Masaki Endō, de Oricon News, señaló además que el anime destaca entre los animes de temática de bandas al representar la angustia de la falta de entusiasmo y la frustración de la juventud a través de emociones delicadas y presentando relaciones tensas similares al mundo real. Consideró que este enfoque refleja las tendencias recientes, donde obras centradas en protagonistas con dificultades de comunicación, como Komi-san wa, Komyushō desu. y Bocchi the Rock!, han ganado aceptación entre el público.
El periódico digital chino The Paper elogió el uso de la animación 3DCG en It's MyGO!!!!! y consideró que el modelado, las acciones y comportamientos de los personajes, y la iluminación y las sombras en el anime superan la búsqueda del realismo en la animación tradicional dibujada a mano, presentando una expresión emocional única y un atractivo visual. The Paper elogió particularmente el uso de la narrativa en primera persona del tercer episodio y el cambio de ángulo de cámara fijo en el séptimo episodio, citando que "en esencia, es una subjetividad nacida de la intención creativa, ingeniosamente oculta dentro de un marco ético definido por dos formas distintas de exclusión y limitación... hay tanto cálculos precisos como la revelación de los rastros de la autoobservación del guionista". A pesar de esto, The Paper también critica la excesiva dependencia de esta técnica por dañar la sensibilidad de las escenas y la autenticidad de sus personajes.
En diciembre de 2024, un pingüino rey recién nacido de Xpark, un acuario de Taiwán, recibió oficialmente el nombre de "Tomorin", un apodo de Tomori Takamatsu, después de un evento de votación de nombres en línea. Xpark se puso en contacto con los productores japoneses del anime y su equipo de gestión japonés para asegurarse de que el evento cumpliera con las expectativas y pudiera llevarse a cabo sin problemas.